# Isabel Gose
Isabel Marie Gose, född 9 maj 2002, är en tysk simmare.

## Karriär
I februari 2024 vid VM i Doha tog Gose silver på 800 meter frisim samt brons på både 400 och 1 500 meter frisim.